# A9-es autópálya (Románia)
Az A9-es autópálya (románul: Autostrada A9) tervezett gyorsforgalmi út Romániában, Temesvár és Temesmóra között. Utóbbi helyen kapcsolódna a szerbiai autópálya-hálózathoz, kapcsolatot biztosítva Belgrád felé.

## Története

### Építés
A Temesvárt Belgráddal összekötő autópálya megépítéséről 2022 júniusában állapodtak meg a két ország szállítási miniszterei. A 73 km-es romániai szakasz megvalósíthatósági tanulmányának elkészítésével már 2020 márciusában megbízták a Search Corporation tervezőcéget; az eredeti, 2022 májusi határidőt azonban 2024 elejéig már 12 alkalommal hosszabbították, legutóbb 2024 októberére. Ez jelentős részben a nyomvonalról és a besorolásról (autópálya vagy autóút) szóló megrendelői döntések elhúzódásának köszönhető. A környezetvédelmi engedélyt 2024 márciusában adták ki. A műszaki–gazdasági mutatókat augusztusban hagyta jóvá a kormány.
A tervezett nyomvonal Temesremete térségében ágazna ki az A1-es autópályából, majd Gyüreg és Vejte érintésével érné el Temesmóra térségében a szerb határt.

#### Temesremete–Széphely
Az első, 35,67 km-es Temesremete–Széphely szakasz építésére a 2025. februári határidőig 9 ajánlat érkezett. A szerződés aláírásától a tervezésre 12, a kivitelezésre 36 hónap áll majd rendelkezésre.